# روسفيل (أوهايو)
روسفيل (بالإنجليزية: Roseville, Ohio)‏ هي بلدة تقع في الولايات المتحدة في أوهايو. يقدر عدد سكانها بـ 1,852 نسمة ومساحتها 1.84 كم2 وترتفع عن سطح البحر 221 متر.

## التركيبة السكانية
قام مكتب تعداد الولايات المتحدة بتحديد بيانات التركيبة السكانية لروسفيل في تعداد الولايات المتحدة. في ما يلي، التركيبة السكانية حسب تعدادي 2000 و2010.

### تعداد عام 2000
بلغ عدد سكان روسفيل 1,936 نسمة بحسب تعداد عام 2000، وبلغ عدد الأسر 729 أسرة وعدد العائلات 529 عائلة مقيمة في القرية.
وتوزع التركيب العرقي للقرية بنسبة 98.24% من البيض و 0.31% من الأمريكيين الأصليين و 0.31% من الأمريكيين الأفارقة و 1.14% من عرقين مختلطين أو أكثر.
بلغ عدد الأسر 729 أسرة كانت نسبة 42.1% منها لديها أطفال تحت سن الثامنة عشر تعيش معهم، وبلغت نسبة الأزواج القاطنين مع بعضهم البعض 50.9% من أصل المجموع الكلي للأسر، ونسبة 16.3% من الأسر كان لديها معيلات من الإناث دون وجود شريك، وكانت نسبة 27.3% من غير العائلات. تألفت نسبة 23.3% من أصل جميع الأسر من أفراد ونسبة 11.4% كانوا يعيش معهم شخص وحيد يبلغ من العمر 65 عاماً فما فوق. وبلغ متوسط حجم الأسرة المعيشية 3.11، أما متوسط حجم العائلات فبلغ 2.66.
بلغ العمر الوسطي للسكان 30 عاماً. وكانت نسبة 30.7% من القاطنين تحت سن الثامنة عشر، وكانت نسبة 11.0% بين الثامنة عشر والأربعة وعشرون عاماً، ونسبة 29.9% كانت واقعةً في الفئة العمرية ما بين الخامسة والعشرون حتى والأربعة وأربعون عاماً، ونسبة 17.2% كانت ما بين الخامسة والأربعون حتى الرابعة والستون، ونسبة 11.2% كانت ضمن فئة الخامسة والستون عاماً فما فوق. يوجد لكل 100 أنثى 90.7 ذكر، ويوجد لكل 100 أنثى في الثامنة عشر من عمرها فما فوق 82.4 ذكر.
بلغ متوسط دخل الأسرة في القرية 24,706 دولار، أما متوسط دخل العائلة فبلغ 26,964 دولار. وكان متوسط دخل الذكور 26,250 دولار مقابل 15,463 دولار للإناث. وسجل دخل الفرد الخاص بالقرية 12,707 دولار. وكانت نسبة 22.3% من العائلات ونسبة 27.6% من السكان تحت خط الفقر، وكان من هؤلاء نسبة 41.3% تحت سن الثامنة عشر ونسبة 7.4% في الخامسة والستين من العمر وما فوق.

### تعداد عام 2010
بلغ عدد سكان روسفيل 1,852 نسمة بحسب تعداد عام 2010، وبلغ عدد الأسر 699 أسرة وعدد العائلات 492 عائلة مقيمة في القرية. في حين سجلت الكثافة السكانية 2,645.7 نسمة لكل ميل مربع (1,021.5/كم2). وبلغ عدد الوحدات السكنية 798 وحدة بمتوسط كثافة قدره 1,140.0 لكل ميل مربع (440.2/كم2).
وتوزع التركيب العرقي للقرية بنسبة 97.5% من البيض و 0.2% من الأمريكيين الأصليين و 0.2% من الأمريكيين ذوي الأصول الآسيوية و 0.5% من الأمريكيين الأفارقة و 1.5% من عرقين مختلطين أو أكثر.
بلغ عدد الأسر 699 أسرة كانت نسبة 42.1% منها لديها أطفال تحت سن الثامنة عشر تعيش معهم، وبلغت نسبة الأزواج القاطنين مع بعضهم البعض 43.6% من أصل المجموع الكلي للأسر، ونسبة 20.2% من الأسر كان لديها معيلات من الإناث دون وجود شريك، بينما كانت نسبة 6.6% من الأسر لديها معيلون من الذكور دون وجود شريكة وكانت نسبة 29.6% من غير العائلات. تألفت نسبة 22.9% من أصل جميع الأسر من أفراد ونسبة 8.3% كانوا يعيش معهم شخص وحيد يبلغ من العمر 65 عاماً فما فوق. وبلغ متوسط حجم الأسرة المعيشية 3.05، أما متوسط حجم العائلات فبلغ 2.65.
بلغ العمر الوسطي للسكان 33.7 عاماً. وكانت نسبة 29.2% من القاطنين تحت سن الثامنة عشر، وكانت نسبة 8.4% بين الثامنة عشر والأربعة وعشرون عاماً، ونسبة 27.1% كانت واقعةً في الفئة العمرية ما بين الخامسة والعشرون حتى والأربعة وأربعون عاماً، ونسبة 23.6% كانت ما بين الخامسة والأربعون حتى الرابعة والستون، ونسبة 11.7% كانت ضمن فئة الخامسة والستون عاماً فما فوق. وتوزع التركيب الجنسي للسكان بنسبة 48.5% ذكور و51.5% إناث.